# 페도베어

벽에 낙서에 묘사된 페도베어.

페도베어(Pedobear, 일본어: クマー)는 4chan이라는 이미지보드를 통해 유명해진 인터넷 밈의 하나이다. 이 이름 중 페도는 소아성애자를 뜻하는 페도필(pedophile)에서 비롯되었듯이 소아성애적 카툰 곰으로 묘사된다. 어린이, 제일베이트에 성적 관심이 있는 소아성애자들을 유혹하기 위해 사용되는 콘셉트이다. 곰 그림은 어린이들을 유혹하기 위해 사용되는 미끼로 연결되거나 소아성애자를 위한 마스코트로 사용되고 있다.